# André Coyne
André Coyne (10 de febrero de 1891, París - 21 de julio de 1960, Neuilly-sur-Seine), fue un ingeniero civil francés diseñador de 70 diques en 14 países. 

## Biografía
Recibió su educación en la École Polytechnique y después en la Escuela de Ingeniería Civil. Trabajó en el puente Plougastel y en 1928 fue nombrado ingeniero jefe de represas del río Alto Dordoña. Mientras estaba en esa posición, diseñó la presa de Marèges, que incorporó varios avances innovadores en el diseño de presas. En 1935 se convirtió en el jefe del Departamento de Ingeniería de la Gran Presa de Francia y entre 1945 y 1953 desempeñó el cargo como Presidente de la Comisión Internacional de Grandes Presas. En 1947 dejó el servicio civil y comenzó su propia consultora, Coyne et Bellier.
Otras presas que diseñó más tarde en Francia incluyen las presas de Grandval y Roselend. En el extranjero diseñó la presa de Kariba en el Zimbabue en la frontera de Zambia y el Dique Daniel-Johnson en Quebec.
Coyne también diseñó la presa Malpasset en el sur de Francia. Casi inmediatamente después de que se terminó la construcción de la presa, se notaron grietas en la base. Unos años más tarde, el 2 de diciembre de 1959, la presa se abrió bruscamente y lanzó un muro de agua de 50 metros de altura que llegó a la ciudad cercana de Fréjus, matando a 423 personas. Se dijo que Coyne estaba profundamente afectada por el fracaso de la represa, e inmediatamente se culpó a sí mismo, alegando que él era el único responsable. De hecho, Coyne no implementó los consejos de Georges Corroy, un geólogo, para construir la presa a 650 pies río arriba, ni tampoco adaptó la compuerta del vertedero al flujo de la inundación. Murió medio año después.
Un estudio más tarde descubrió que el diseño de la presa probablemente no fue la razón de su rotura. En cambio, se culpó a otros factores, incluida la ubicación de la presa, la estabilidad del material rocoso, el hecho de que se encontró una falla geológica en el lugar y la lluvia intensa que elevó el nivel del agua en 15 pies ese año.  Además, se sospecha que la minería intensa para una nueva carretera cercana río abajo ha debilitado el sitio de la presa.
La compañía que André Coyne empezó todavía está operando bajo el nombre Coyne et Bellier.